# Opština Beočin
Die Opština Beočin ist eine Opština im Okrug Južna Bačka in Serbien. Sie hat knapp 16.000 Einwohner. Verwaltungssitz ist Beočin.
Die Gemeinde liegt grob im nördlichen Teil Syrmiens beziehungsweise im südlichen Teil der Batschka. Sie erstreckt sich zwischen Donau und dem Mittelgebirge Fruška Gora. Zu ihr zählen die Ortschaften Beočin, Čerević, Banoštor, Grabovo, Lug, Rakovac, Susek und Sviloš.
Die letzte Volkszählung 2011 wies für die Gemeinde eine Einwohnerzahl von 15.726 aus. Neben der serbischen Mehrheitsbevölkerung (10.956 oder 69,7 %) stellen die größten Minderheiten die ethnischen Gruppen der Roma (1422 oder 9 %), Slowaken (830 oder 5,3 %), Kroaten (557 oder 3,5 %) und Magyaren (295 oder 1,9 %).
Die Mehrheit sind Orthodoxe Christen (11.153 oder 70,9 %), ebenfalls größere religiöse Gruppen sind die Muslime (1374 oder 8,7 %), Katholiken (1254 oder 8,0 %) und Protestanten (716 oder 4,6 %).